# Port lotniczy Dźinnaha w Karaczi
Port lotniczy Dźinnaha (IATA: KHI, ICAO; OPKC) – największy międzynarodowy i krajowy port lotniczy Pakistanu. Położony jest 30 m nad poziomem morza, w Karaczi. W 2005 obsłużył około 10 mln pasażerów. Lotnisko nosi nazwę Korony adwokata/męża stanu Muhammad Ali Jinnah, założyciela Pakistanu i jego pierwszego gubernatora generalnego, który był znany jako Quaid-e-Azam ("Wielki Przywódca").
Lotnisko jest podstawowym węzłem dla narodowego przewoźnika, Pakistan International Airlines (PIA), Shaheen Air International i Airblue, jak również dla wielu innych prywatnych linii lotniczych. Lotnisko jest wyposażone w warsztaty samolotów i obiekty remontowe w tym Hangar Ispahani dla samolotów szerokokadłubowych.

## Historia
J. R. D. Tata, ojciec lotnictwa cywilnego w przedrozbiorowych Indiach przekazał dziewiczy rejs w Indiach od lotniska Juhu w Bombaju na lotnisko Drigh Road (teraz Port lotniczy Karaczi) w Karaczi, przez Ahmadabad, 15 października 1932 przewożąc pocztę samolotem Puss Moth.
W latach 40 był duży czarny hangar (lokalnie znany jako Kala Chapra) w miejscu portu lotniczego, zbudowany dla brytyjskiego sterowca R101. Tylko trzy hangary, jakie kiedykolwiek zbudowano na świecie przeznaczone były dla sterowców R101. Jednak sterowiec R101 nigdy nie przybył do Karaczi (wówczas część Indii Brytyjskich), ponieważ rozbił się na początku swojej podróży we Francji. Ten hangar był tak ogromny, że samoloty często używany go jako marker VFR podczas lądowania. Z biegiem lat, hangar stała się znany jako symbol Karaczi, dopóki nie został zburzony na rozkaz ówczesnego prezydenta Muhammad Ayub Khan w 1960 roku.
Podczas II wojny światowej, Port lotniczy Karaczi był główną baza przeładunku dla United States Army Air Forces jednostek i urządzeń dla Tenth Air Force we wschodnich Indiach i Birmie, a także Fourteenth Air Force w Chinach. Kilka operacyjnych bombowców i jednostek myśliwskich poleciało do Karaczi na krótkie okresy organizacyjne przed ich wdrożeniem. Air Technical Service Command miał bogate zaplecze techniczne, gdzie samoloty były odbierane, montowane i testowane przed lotem do jednostek bojowych w przód lotnisk. Również funkcjonował jako główny warsztat konserwacji i skład materiałów budowlanych, zarówno dla sił powietrznych. Ponadto Air Transport Command poleciał na wiele ładunków i lotów pasażerskich na Bliski Wschód i do punktów w Indiach i Chinach.
Infrastruktura portu lotniczego została szerzej rozbudowana w latach 80 w Terminalu 2 oraz Terminalu 3. Obecna infrastruktura Karaczi Complex jest wynikiem programu rozbudowy przeprowadzonej w 1994 roku. Dzisiaj, nowy Jinnah Terminal obsługuje zarówno loty krajowe i międzynarodowe, podczas gdy Terminal 2 jest teraz poświęcona działalności Hadżdż.
Karaczi był kiedyś znacznie bardziej zatłoczonym lotniskiem. Pomiędzy 1960 i 1980 był punktem docelowym dla wielu linii lotniczych świata, w tym British Airways, Interflug, TAROM, Alitalia, Jat Airways, Aerofłot, Philippine Airlines, Nigeria Airways, Ethiopian Airlines, EgyptAir, East African Airways, Kenya Airways, Air France, Qantas, Pan Am, Royal Jordanian, Libyan Arab Airlines, Japan Airlines, Syrian Airlines, Middle East Airlines, Lufthansa, Swissair, SAS. Innymi byłymi liniami lotniczymi były: Azerbaijan Airlines, Garuda Indonesia, Kazkhstan Airlines, KLM, Kuwait Airways, Kirgistan Airlines, Libyan Arab Airlines, Singapore Airlines, Transportes Aéreos da India Portuguesa, i Uzbekistan Airways. Jednak ze względu na pojawienie się lotniska w Dubaju na mapie świata, spowaodował spadek znaczenia lotniska w Karaczi w latach 90, kilka linii lotniczych przerwało swoją działolność na lotnisku.
W ciągu ostatnich kilku lat Karaczi odnotowało odwrócenie trendu. Malejąca liczba międzynarodowych linii lotniczych ustabilizowała się, a jednocześnie nie było wyraźnego wzrostu liczby linii lotniczych latających z Karaczi, niektóre z nich albo zwiększyły liczbę lotów lub wznowiło stare operacji lub za pośrednictwem Codeshare.
Czynniki ekonomiczne mogą być częściowo odpowiedzialne za wzrost aktywności na lotnisku. W rozwoju przemysłu w Karaczi i reszty Pakistanu, niektóre europejskie i azjatyckie linie lotnicze planują wznowienie usług z Karaczi.

## Struktura
Port lotniczy Karaczi ma zdolność obsługi 12 milionów pasażerów rocznie. W roku finansowym 2007–2008 obsłużył ponad 6,6 mln pasażerów. 249 283 operacji lotniczych było zarejestrowane.
Port lotniczy Karaczi zawsze był największym portem lotniczym w Pakistanie. To jest główny węzeł Pakistan International Airlines (PIA). Wszystkie inne pakistańskie linie lotnicze również używają lotniska jako główny węzeł. Należą do nich Airblue i Shaheen Air International, a także kilku przewoźników czarterowych.
Budynek jest połączony poprzez połączenie korytarzy dwóch satelitów, z których każdy posiada osiem rękawów. Satelita wschodni jest przeznaczone wyłącznie do obsługi operacji międzynarodowych. Satelita zachodni jest używana do operacji krajowych, a także niektórych operacji międzynarodowych. Osiąga się to poprzez swobodne ustawienie bram. Dwa satelity zapewniają salony wylotów do budynku terminalu, a także sklepy, mobilne punkty ładowania i punkty przekąskowe.
Jinnah Terminal został ukończony w 1992 roku kosztem 100 mln USD - w tym czasie najdroższy projekt budowlany w Pakistanie. NESPAK (National Engineering Services Pakistan) i Airconsult (Frankfurt, Niemcy) był odpowiedzialny za architekturę i planowanie terminalu. Sogea Construction, francuska firma była wykonawcą. Mukhtar Husain (NESPAK) był główny architektem nowego terminalu.
W Karaczi, Lounge CIP mogą być wykorzystywane przez wszystkich pasażerów klasy pierwszej i biznes na wszystkie loty. Klienci bankowości prywatnej z MCB Bank Ltd i United Bank Ltd mogą również korzystać z salonu bezpłatnie na podstawie umowy z CAA jako część pakietu korzyści. Tylko pasażerowie, którym wcześniej wydano karty lotnicze z odprawy może wejść do salonu. Inni pasażerowie, którzy chcą skorzystać z salonu mogą to zrobić po uiszczeniu opłaty w wysokości 6,00 USD (międzynarodowi) lub 100 PKR - (krajowi). W salonie znajdują się przekąski i napoje bezalkoholowe, telewizja satelitarna, audio rozrywki, gazety, magazyny, telefony, fax, bezprzewodowy Internet, ładowarka do telefonów. Istnieją również dwa kioski McDonald’s znajdujące się na lotnisku. Airblue wprowadziło również własny salon w międzynarodowym terminalu lotniska.
Istnieje wiele banków, z których pasażerowie mogą korzystać w tym Askari Bank, Barclays, Citibank, Habib Bank, Bank Narodowy Pakistanu, MCB Bank, Standard Chartered Bank oraz United Bank, które oferują bankomaty, wymianę walut, czek podróżny inkasa i bankowości osobistej. Klienci bankowości prywatnej z Barclays na całym świecie (najzamożniejsze osoby) mają swój osoby salon. Posiada on gorący bufet, multimedialne rozrywki, globalne gazety / czasopisma, prysznic, spa, zarówno wifi i kiosk Internetowy kiosk.
Lotnisko jest również największym warsztatem PIA, mimo że niektóre z ich warsztatów znajdują się również w Islamabadzie. Istnieje kilka hangarów na lotnisku, z których największe to Hangar Ispahani (po nazwie Mirza Ahmad Ispahani, pierwszym prezesie PIA), które mogą pomieścić dwa Boeing 747 i jeden wąski samolot (np. Boeing 737) w jednym czasie. W dniu 15 lutego 2006, pierwszy kapitalny remont Boeinga 777-200ER (znane jako "C" check) został wykonany w Ispahani Hangar. Większość samolotów PIA są sprawdzane i regulowane na hangarach lotniczych w Karaczi. Warsztaty PIA również obsługują inne samoloty linii lotniczych w Karaczi, takich jak Philippine Airlines, Turkish Airlines i Air Universal.

### Pasy startowe i zatoki
Lotnisko posiada dwa pasy startowe o długości: 07R/25L - 3400 m; 07L/25R - 3200 m i szerokości 46 m (150 stóp) każdy. Mają one zdolność obsługi 15 lotów na godzinę i umożliwiają jednoczesne lądowania i starty. Obydwa pasy są wyposażone w ILS umożliwiający lądowania samolotów bezpiecznie w bardzo złych warunkach pogodowych, a także podczas słabej widoczności. Drogi kołowania mogą obsłużyć 12 samolotów jednocześnie. Powierzchnia parkingowa wynosi 266.000 m² i mieści 42 samoloty, z których 12 przy rękawach łączących je bezpośrednio z budynkiem terminalu.

## Linie lotnicze i połączenia

### Terminal krajowy
| Linia lotnicza                  | Kierunek |
| ------------------------------- | --- |
| Air Arabia                      | 1. Szardża |
| Air China                       | 1. Pekin |
| Emirates                        | 1. Dubaj |
| Etihad Airways                  | 1. Abu Zabi |
| Flydubai                        | 1. Dubaj |
| Flynas                          | 1. Dammam 2. Dżudda |
| Gulf Air                        | 1. Bahrajn |
| Jazeera Airways                 | 1. Kuwejt |
| Iran Air                        | 1. Teheran-Imam Khomeini |
| Iraqi Airways                   | 1. Bagdad 2. Nadżaf |
| Oman Air                        | 1. Maskat |
| Pakistan International Airlines | 1. Abu Zabi 2. Bahawalpur 3. Pekin 4. Dammam 5. Dubaj 6. Fajsalabad 7. Gwadar 8. Islamabad 9. Dżudda 10. Kuala Lumpur 11. Lahaur 12. Medyna 13. Multan 14. Peszwar 15. Kweta 16. Rahimjar Khan 17. Sijalkot 18. Sukkur 19. Tokio-Narita 20. Toronto 21. Turbat |
| Qatar Airways                   | 1. Doha |
| Saudia                          | 1. Dżudda 2. Medyna 3. Rijad |
| SriLankan Airlines              | 1. Kolombo |
| Thai Airways International      | 1. Bangkok 2. Maskat |
| Turkish Airlines                | 1. Stambuł |

### Cargo
- Askari Aviation (Islamabad, Lahaur)
- Cargolux (Luksemburg)
- DHL International Aviation ME (Bahrajn)
- Etihad Crystal Cargo obsługiwane przez World Airways (Abu Zabi, Kabul)
- Falcon Express Cargo Airlines (Dubaj)
- Midex Airlines (Al-Ajn)
- Phoenix Aviation (Beiszkek, Szardża)
- Qatar Airways Cargo (Ad-Dauha)
- Royal Airlines Cargo (Lahaur, Islamabad)
- Shaheen Air International (Dubaj)
- SriLankan Airlines Cargo obsługiwane przez Expo Air (Kolombo)
- TCS Courier (Dubai, Islamabad, Lahaur, Londyn)
- ULS Airlines Cargo (Stambuł)

## Katastrofy
- Katastrofa lotu JS Air 201
- Katastrofa lotu Pakistan International Airlines 8303